# Fiskeriministeriet (Indonesien)
Det indonesiske fiskeriministerium eller Ministeriet for marine anliggender og fiskeri (indonesisk: Kementerian Kelautan dan Perikanan, KKP) er et indonesisk ministerium, der har ansvaret for politiske tiltag, der vedrører anliggender på havet såsom fiskeri. Under Susi Pudjiastutis lederskab har ministeriet haft succes med at tage stærke midler i brug for at få bekæmpet ulovligt, urapporteret og ureguleret fiskeri i landets farvande.